# Philippe Nguyễn Kim Điền
Philippe Nguyễn Kim Điền (Long Đức, 13 marzo 1921 – Ho Chi Minh, 8 giugno 1988) è stato un arcivescovo cattolico vietnamita.

## Biografia
Philippe Nguyễn Kim Điền nacque il 13 marzo 1921 nel comune rurale di Long Đức, una delle suddivisioni amministrative della città di Trà Vinh, capitale dell'omonima provincia, quartogenito di una famiglia cattolica con sette figli. Nel 1928 si trasferì con la famiglia a Saigon dove poi intraprese gli studi religiosi presso il seminario San Giuseppe.
Fu ordinato presbitero il 21 luglio 1947. Dopo l'ordinazione sacerdotale fu professore per il seminario San Giuseppe di Saigon e già due anni dopo ne divenne direttore. Tuttavia, sentendo che la sua vocazione era quella di vivere in povertà in mezzo ai poveri e ai più bisognosi, nel 1955 decise di entrare nei Piccoli fratelli di Gesù e fu pertanto inviato a servire in missione in Algeria nel Sahara, venendo poi ufficialmente ammesso il 12 novembre 1956.
Tornato in patria, decise di vivere in povertà e di sostenersi lavorando come operaio e spazzino. Fu instancabile predicatore e negli anni la sua carità divenne nota persino ai non cristiani.
Fu attivo negli aiuti umanitari negli anni successivi alla guerra aiutando i numerosi profughi e continuando l'evangelizzazione delle zone rurali. Fu anche l'autore della traduzione in lingua vietnamita della preghiera semplice.

### Ministero episcopale
Il 24 novembre 1960 papa Giovanni XXIII, con la bolla Venerabilium Nostrorum, elevò a diocesi il vicariato apostolico di Cần Thơ, nominandolo primo vescovo.
Ricevette l'ordinazione episcopale il 22 gennaio 1961 per imposizione delle mani dell'arcivescovo Pierre Martin Ngô Đình Thục. È il primo e finora l'unico vescovo appartenente ai Piccoli fratelli di Gesù.
Prese possesso della diocesi il 3 aprile seguente. Fu padre conciliare durante il Concilio Vaticano II partecipando a tutte e quattro le sessioni.
Quattro anni dopo, il 30 settembre 1964, papa Paolo VI lo nominò arcivescovo coadiutore di Huê assegnandogli contestualmente la sede titolare di Pario.
Subentrò al governo dell'arcidiocesi l'11 marzo 1968.
Durante il suo mandato come arcivescovo, tenne unita la comunità cattolica di fronte agli sforzi del governo di controllare la chiesa dopo la riunificazione del Vietnam. Seppe sostenere la comunità locale nonostante la chiusura dei seminari e la cosiddetta "rieducazione" statale imposta a molti sacerdoti. Nel 1983 il governo vietnamita istituì il "Comitato per la solidarietà dei cattolici patriottici vietnamiti" per dividere e separare la chiesa cattolica vietnamita dall'influenza straniera rappresentata dalla fedele unione con il papa. Per essersi opposto a questo comitato, fu messo agli arresti domiciliari nel 1984 fino alla sua morte nel 1988. Durante gli arresti domiciliari, continuò a inviare lettere pastorali ai fedeli della sua arcidiocesi che apparentemente le autorità governative non tentarono seriamente di censuare. Secondo quanto riferito, diversi preti e suore sarebbero stati arrestati per aver distribuito le sue lettere e dichiarazioni clandestine.
Pur rifiutando l'ideologia comunista, fu un "sacerdote del popolo" che adottò le riforme sociali promosse dalla dottrina sociale della chiesa. Tuttavia fu molto critico nei confronti delle politiche del governo, denunciandone le restrizioni alla libertà religiosa, in particolare alla libertà di culto (messe e altre cerimonie religiose). Due sacerdoti sotto la sua autorità furono arrestati. Gli arresti domiciliari gli impedirono di partecipare alla congregazione per l'evangelizzazione dei popoli del 1986; tale divieto scatenò una protesta formale da parte di cardinali e vescovi di 40 paesi.
Morì l'8 giugno 1988 dopo essere stato ricoverato in ospedale a  Ho Chi Minh, in circostanze non del tutto chiarite, all'età di 67 anni.

## Genealogia episcopale e successione apostolica
La genealogia episcopale è:
- Patriarca Eliya XII Denha
- Patriarca Yukhannan VIII Hormizd
- Vescovo Isaie Jesu-Yab-Jean Guriel
- Arcivescovo Augustin Hindi
- Patriarca Yosep VI Audo
- Patriarca Eliya XIV Abulyonan
- Patriarca Yosep Emmanuel II Thoma
- Vescovo François David
- Arcivescovo Antonin-Fernand Drapier, O.P.
- Arcivescovo Pierre Martin Ngô Đình Thục
- Arcivescovo Philippe Nguyễn Kim Điền, P.F.I.

La successione apostolica è:
- Arcivescovo Étienne Nguyễn Như Thể (1975)
- Vescovo Jacques Lê Văn Mẫn (1984)